# Presto (album)
Presto är det trettonde studioalbumet av det kanadensiska rockbandet Rush, och gavs ut  1989. Albumet spelades in vid Le Studio i Morin Heights samt vid McClear Place i Toronto. 
Presto var bandets första album med sitt nya skivbolag Atlantic Records som bandet gått över till tidigt år 1989 efter ett beslut av bandet att inte förnya sitt kontrakt med Mercury/PolyGram. Atlantic gav även Rush kreativ kontroll över sina framtida musikala val (Rush är ännu knuten till Atlantic idag).

## Historia
Presto var tänkt att samproduceras med Peter Collins, som hade producerat de två föregående studioalbumen, Power Windows och Hold Your Fire. Collins kom dock att avstå motvilligt från erbjudandet på grund av personliga orsaker. Ett objektivt öra hittades hos Rupert Hine, som kan ha bidragit till albumets mörka reverbtyngda ljud.
Många Rushfans säger att Presto var inledningen av en övergångsperiod från den synthtyngda "new wave"-perioden på 1980-talet till de tyngre stilarna på 90-talet. Syntharna och de elektroniska effekterna används åtminstone mera diskret i jämförelse mot tidigare skivor. "Chain Lightning", "Scars", "Anagran (For Mongo)" och "Red Tide" har ändå keyboards som ett framträdande instrument, man andra låtar såsom "Show Don't Tell" och "Superconductor" är mera gitarrinriktade.  Baslinjerna fortsätter att följa den vanliga Rushstilen; ett kort solo framträder i "Show Don’t Tell" medan "The Pass" förs fram av basackord.
"Scars" har en komplex och imponerande trumrytm där både akustiska och elektroniska trummor används. Rytmen framkom efter att en traditionell trumrytm som Neil Peart hörde när han cyklade runt Afrika (senare nedskrivet i hans första bok, The Masked Rider).  Peart använde senare denna rytm i sina trumsolon. I "Scars" använder man även en sequencer i stället för bas.
Albumet ses som en skugga av efterföljaren Roll the Bones och var en besvikelse för många (däribland Geddy Lee). Presto har detta till trots kommit att bli ett kultalbum. 
Geddy Lee sa under Rush in Rio-konserten att "The Pass" är ett av bandets favoritstycken. "Superconductor" och "Show Don’t Tell" är mycket populära bland fansen, medan "Available Light" och "Red Tide" representerar några av de få Rushlåtar där pianot spelar en framträdande roll.

## Låtlista
All musik är skriven av Lee och Lifeson med texter av Peart.
Sida ett
1. "Show Don't Tell" - 5:01
2. "Chain Lightning" - 4:33
3. "The Pass" - 4:51
4. "War Paint" - 5:24
5. "Scars" - 4:07
6. "Presto" - 5:45

Sida två
1. "Superconductor" - 4:47
2. "Anagram (For Mongo)"  - 4:00
3. "Red Tide" - 4:29
4. "Hand over Fist" - 4:11
5. "Available Light" - 5:03

## Musiker
- Geddy Lee    - bas, synth, sång
- Alex Lifeson - elektriska och akustiska gitarrer
- Neil Peart   - trummor, slagverk
- Rupert Hine      - keyboards

## Kuriosa
- Sången "Anagram (for Mongo)" refererar till repliken "Candygram for Mongo" från Mel Brooks' Det våras för sheriffen. Sången hette ursprungligen "Anagram". "Vem är Mongo?" är en av de oftast ställda frågorna till Neil Peart om hans sångtitlar, tillsammans med "Vad är 'Gangster Of Boats Trilogy'?" från "Where's My Thing" på Roll The Bones.

## Listor
Album - Billboard (Nordamerika)
| År   | Lista             | Position |
| ---- | ----------------- | -------- |
| 1990 | The Billboard 200 | 16       |

Singles - Billboard (Nordamerika)
| År   | Singel            | Lista                  | Position |
| ---- | ----------------- | ---------------------- | -------- |
| 1989 | "Show Don't Tell" | Mainstream Rock Tracks | 1        |
| 1990 | "The Pass"        | Mainstream Rock Tracks | 5        |